# Adagio (Subsonica)
Adagio è un singolo del gruppo musicale italiano Subsonica, pubblicato il 1º dicembre 2023 come secondo estratto dal decimo album in studio Realtà aumentata. Non è stato realizzato alcun video del brano. 

## Descrizione
Il brano, opera principalmente del tastierista Boosta, è incluso nella colonna sonora del film omonimo e ha vinto il Soundtrack Stars Award 2023 come miglior colonna sonora all'80ª Mostra internazionale d'arte cinematografica di Venezia.

## Tracce
Testi di Samuel Umberto Romano, Massimiliano Casacci, Enrico Matta e Davide Dileo, musiche di Massimiliano Casacci, Enrico Matta, Davide Dileo e Lucio Vicini.
1. Adagio – 3:50